# Heinrich August de La Motte-Fouqué
Pour les articles homonymes, voir La Motte.
Heinrich August de la Motte Fouqué (né le 4 février 1698 à La Haye, mort le 3 mai 1774 à Brandebourg-sur-la-Havel) est un general der Infanterie prussien, confident de Frédéric II de Prusse, gouverneur de la citadelle de Wesel.

## Jeunesse
Heinrich est le second fils d'une ancienne famille huguenote de Normandie qui émigra, aux Pays-Bas, à la révocation de l'Édit de Nantes. En 1706, il devient page à la cour de Léopold Ier, prince de Anhalt-Dessau. Il prend part à la campagne de  Poméranie occidentale, comme cadet dans le 3e régiment de Halle. Il est promu premier lieutenant le 8 mars 1719, capitaine d'état-major en 1723 et commandant de compagnie le 21 février 1729.

## Ami de Frédéric le Grand
Heinrich se lie d'amitié le prince héritier Frédéric II de Prusse alors que celui est assigné à résidence à Küstrin. Il est invité à Rheinsberg. Celui que le prince surnomme amicalement Chasteté, aurait été un des meilleurs acteurs de la cour de Prusse. Avec quelques autres amis, ils forment  l'ordre de Bayard et étudient l'art de la guerre. Heinrich est le grand maître des réunions, qui se déroulent en français.

## Carrière militaire
Après un différend avec Léopold d'Anhalt-Dessau au sujet de son absence de promotion, Heinrich quitte la Prusse pour le Danemark. Quand Frédéric II de Prusse accède au trône, il rappelle Heinrich et le nomme colonel le 26 juillet 1740, faisant de lui le commandant du nouveau 37e régiment de fusiliers. Il est nommé generalmajor le 13 mai 1743, puis Generalleutnant  le 23 janvier 1751. En 1759, il est nommé general der Infanterie.

## Décorations militaires
- 1740 Pour le Mérite
- 1751 Ordre de l'Aigle noir